# Rhynchosia arida
Rhynchosia arida är en ärtväxtart som beskrevs av Charles Howard Stirton. Rhynchosia arida ingår i släktet Rhynchosia och familjen ärtväxter. Inga underarter finns listade i Catalogue of Life.